# Schimm
Schimm ist ein Ortsteil der Gemeinde Lübow im Landkreis Nordwestmecklenburg in Mecklenburg-Vorpommern. In der vormals eigenständigen Gemeinde lebten 284 Einwohner (31. Dezember 2007) auf 15,88 km².
Schimm liegt in hügeligem Gelände auf der Nordsee-Ostsee-Wasserscheide, elf Kilometer südöstlich von Wismar und sechs Kilometer von der Nordspitze des Schweriner Sees entfernt.

## Geschichte
Das ehemalige Gutsdorf entstand aus einer slawischen Siedlung. Es wurde durch viele Besitzer in viele Einzelhöfe aufgeteilt, was heute noch an der aufgelockerten Bebauung zu erkennen ist.
Am 1. Juli 1950 wurde die bisher eigenständige Gemeinde Maßlow eingegliedert.
Die Gemeinde Schimm, zu der die Ortsteile Maßlow und Tarzow gehörten, wurde am 7. Juni 2009 aufgelöst und nach Lübow eingemeindet. Letzter ehrenamtlicher Bürgermeister Schimms war Heinz Kasparick.

## Verkehrsanbindung
Schimm liegt an der Verbindungsstraße zwischen Wismar und Jesendorf. Der nächste Bahnhof liegt im nahen Ventschow (Bahnlinie Schwerin–Rostock). Am Ostrand der Gemarkung Schimm führt die Bundesautobahn 14 vorbei.